# Untersuchungen zur Ständegeschichte Niedersachsens
Die Untersuchungen zur Ständegeschichte Niedersachsens erscheinen unregelmäßig als Schriftenreihe Nummer 24 der Historischen Kommission für Niedersachsen und Bremen. Die wissenschaftlich behandelten Themen behandeln insbesondere die Geschichte und die Protagonisten der Ständegesellschaft sowie die örtlichen Begebenheiten auf dem Gebiet des heutigen Landes Niedersachsen.
Die Zeitschriftendatenbank erschließt die monografische Reihe unter den beiden Sachgruppen Geographie und Reisen sowie Geschichte Deutschlands.
Die seit 1958 herausgegebene Zeitschrift, anfangs unter dem Titel Untersuchungen zur Standesgeschichte Niedersachsens, wurde bis 1963 bei Vandenhoeck & Ruprecht verlegt, dann in der Hahnschen Buchhandlung und von 1982 bis 1986 im Verlag August Lax.